# Iris Yamashita
Iris Yamashita, de son vrai nom Iris Hitomi Yamashita, est une scénariste américaine née dans le Missouri.

## Biographie
Iris Yamashita fait des études de génie biologique à l'Université de Californie à San Diego, avec une mineure en littérature, puis de génie mécanique à l'Université de Californie à Berkeley. Mais dans le même temps elle commence à écrire des nouvelles.
Elle enseigne actuellement l'écriture de scénarios à la UCLA School of Theater, Film and Television (en).

## Filmographie
- 2006 : Lettres d'Iwo Jima de Clint Eastwood

## Nominations
- Oscars du cinéma 2007 : Oscar du meilleur scénario original pour Lettres d'Iwo Jima